# TIMP4
TIMP4 (англ. TIMP metallopeptidase inhibitor 4) – білок, який кодується однойменним геном, розташованим у людей на короткому плечі 3-ї хромосоми.  Довжина поліпептидного ланцюга білка становить 224 амінокислот, а молекулярна маса — 25 503.
| 10         |  | 20         |  | 30         |  | 40         |  | 50         |
| ---------- |  | ---------- |  | ---------- |  | ---------- |  | ---------- |
| MPGSPRPAPS |  | WVLLLRLLAL |  | LRPPGLGEAC |  | SCAPAHPQQH |  | ICHSALVIRA |
| KISSEKVVPA |  | SADPADTEKM |  | LRYEIKQIKM |  | FKGFEKVKDV |  | QYIYTPFDSS |
| LCGVKLEANS |  | QKQYLLTGQV |  | LSDGKVFIHL |  | CNYIEPWEDL |  | SLVQRESLNH |
| HYHLNCGCQI |  | TTCYTVPCTI |  | SAPNECLWTD |  | WLLERKLYGY |  | QAQHYVCMKH |
| VDGTCSWYRG |  | HLPLRKEFVD |  | IVQP       |  |            |  |            |

A: Аланін

C: Цистеїн

D: Аспарагінова кислота

E: Глутамінова кислота

F: Фенілаланін

G: Гліцин

H: Гістидин

I: Ізолейцин

K: Лізин

L: Лейцин

M: Метіонін

N: Аспарагін

P: Пролін

Q: Глутамін

R: Аргінін

S: Серин

T: Треонін

V: Валін

W: Триптофан

Кодований геном білок за функціями належить до інгібіторів протеаз, інгібіторів металоферментів. 
Білок має сайт для зв'язування з іонами металів, іоном цинку. 
Секретований назовні.